# Andrei Glanzmann
Andrei Glanzmann (27 marzo 1907 – 23 giugno 1988) è stato un calciatore e allenatore di calcio rumeno.

## Carriera
In carriera, Glanzmann giocò per il Bihor Oradea e per la Romania con la quale prese parte al Mondiale 1930.